# Nebula Award
Der Nebula Award ist ein seit 1966 von den Science Fiction and Fantasy Writers of America (SFWA) verliehener Preis für die besten Texte aus den Bereichen Science-Fiction und Fantasy, die in den zwei vorangegangenen Jahren in den USA veröffentlicht wurden. 2009 wurde das Regelwerk verändert, sodass nur noch Veröffentlichungen aus dem vorausgegangenen Jahr wählbar sind.

## Kategorien
Sämtliche Jahresangaben beziehen sich auf das Jahr der Verleihung.

### Best Novella (Bester Kurzroman)
Diese Kategorie beinhaltet Werke mit einer Länge von 17.500 bis 40.000 Wörtern.
| Jahr | Autor                            | Originaltitel                                               | Deutscher Titel                                                                           |
| ---- | -------------------------------- | ----------------------------------------------------------- | ----------------------------------------------------------------------------------------- |
| 2024 | Ai Jiang                         | Linghun                                                     |                                                                                           |
| 2023 | C. L. Polk                       | Even Though I Knew the End                                  |                                                                                           |
| 2022 | Premee Mohamed                   | And What Can We Offer You Tonight                           |                                                                                           |
| 2021 | P. Djèlí Clark                   | Ring Shout                                                  |                                                                                           |
| 2020 | Amal El-Mohtar, Max Gladstone    | This Is How You Lose the Time War                           | Verlorene der Zeiten                                                                      |
| 2019 | Aliette de Bodard                | The Tea Master and the Detective                            |                                                                                           |
| 2018 | Martha Wells                     | The Murderbot Diaries: All Systems Red                      | Tagebuch eines Killerbots                                                                 |
| 2017 | Seanan McGuire                   | Every Heart a Doorway                                       | Der Atem einer anderen Welt                                                               |
| 2016 | Nnedi Okorafor                   | Binti                                                       | Binti                                                                                     |
| 2015 | Nancy Kress                      | Yesterday’s Kin                                             |                                                                                           |
| 2014 | Vylar Kaftan                     | The Weight of the Sunrise                                   |                                                                                           |
| 2013 | Nancy Kress                      | After the Fall, Before the Fall, During the Fall            |                                                                                           |
| 2012 | Kij Johnson                      | The Man Who Bridged the Mist                                | Die Brücke über den Nebel                                                                 |
| 2011 | Rachel Swirsky                   | The Lady Who Plucked Red Flowers beneath the Queen’s Window |                                                                                           |
| 2010 | Kage Baker                       | The Women of Nell Gwynne’s                                  |                                                                                           |
| 2009 | Catherine Asaro                  | The Spacetime Pool                                          |                                                                                           |
| 2008 | Nancy Kress                      | Fountain of Age                                             |                                                                                           |
| 2007 | James Patrick Kelly              | Burn                                                        | Flammen                                                                                   |
| 2006 | Kelly Link                       | Magic for Beginners                                         | Magie für Anfänger                                                                        |
| 2005 | Walter Jon Williams              | The Green Leopard Plague                                    |                                                                                           |
| 2004 | Neil Gaiman                      | Coraline                                                    | Coraline – Gefangen hinter dem Spiegel                                                    |
| 2003 | Richard Chwedyk                  | Bronte’s Egg                                                |                                                                                           |
| 2002 | Jack Williamson                  | The Ultimate Earth                                          | Kapitel 4 Die ultimative Erde des Romans Die Endzeit-Ingenieure                           |
| 2001 | Linda Nagata                     | Goddesses                                                   |                                                                                           |
| 2000 | Ted Chiang                       | Story of Your Life                                          | Geschichte deines Lebens                                                                  |
| 1999 | Sheila Finch                     | Reading the Bones                                           |                                                                                           |
| 1998 | Jerry Oltion                     | Abandon in Place                                            | Der Geist der Hoffnung                                                                    |
| 1997 | Jack Dann                        | Da Vinci Rising                                             |                                                                                           |
| 1996 | Elizabeth Hand                   | Last Summer at Mars Hill                                    | Der letzte Sommer in Mars Hill                                                            |
| 1995 | Mike Resnick                     | Seven Views of Olduvai Gorge                                | Sieben Blicke in die Olduvai-Schlucht                                                     |
| 1994 | Jack Cady                        | The Night We Buried Road Dog                                | Die Nacht, als wir Pistenhengst begruben                                                  |
| 1993 | James Morrow                     | City of Truth                                               | Die Stadt der Wahrheit                                                                    |
| 1992 | Nancy Kress                      | Beggars in Spain                                            | Bettler in Spanien                                                                        |
| 1991 | Joe Haldeman                     | The Hemingway Hoax                                          | Der Schwindel um Hemingway                                                                |
| 1990 | Lois McMaster Bujold             | The Mountains of Mourning                                   | Die Berge der Trauer                                                                      |
| 1989 | Connie Willis                    | The Last of the Winnebagos                                  | Der letzte Winnebago                                                                      |
| 1988 | Kim Stanley Robinson             | The Blind Geometer                                          | Der blinde Geometer                                                                       |
| 1987 | Lucius Shepard                   | R&R                                                         | R&R; auch als Fronturlaub                                                                 |
| 1986 | Robert Silverberg                | Sailing to Byzantium                                        | Meerfahrt nach Byzanz                                                                     |
| 1985 | John Varley                      | Press Enter                                                 | Terminal auch: Eingang drücken und: Drücke Enter                                          |
| 1984 | Greg Bear                        | Hardfought                                                  | Der Feind in mir                                                                          |
| 1983 | John Kessel                      | Another Orphan                                              | Eine andere Waise                                                                         |
| 1982 | Poul Anderson                    | The Saturn Game                                             | Das Saturnspiel                                                                           |
| 1981 | Suzy McKee Charnas               | Unicorn Tapestry                                            | Kapitel 3 Der Einhorn-Gobelin des Romans Der Vampir-Baldachin                             |
| 1980 | Barry B. Longyear                | Enemy Mine                                                  | Du, mein Feind auch: Mein lieber Feind                                                    |
| 1979 | John Varley                      | The Persistence of Vision                                   | Die Trägheit des Auges                                                                    |
| 1978 | Spider Robinson, Jeanne Robinson | Stardance                                                   | Teil 1 des Romans Sternentanz                                                             |
| 1977 | James Tiptree, Jr.               | Houston, Houston, Do You Read?                              | Houston, Houston, bitte melden!                                                           |
| 1976 | Roger Zelazny                    | Home Is the Hangman                                         | Der Henker ist heimgekehrt auch: Daheim ist der Henker                                    |
| 1975 | Robert Silverberg                | Born with the Dead                                          | Mit den Toten geboren                                                                     |
| 1974 | Gene Wolfe                       | The Death of Doctor Island                                  | Der Tod von Doktor Eiland auch: Der Tod des Dr. Island                                    |
| 1973 | Arthur C. Clarke                 | A Meeting with Medusa                                       | Titanenkampf auch: Medusa, Begegnung mit Medusa und: Ein Treffen mit Medusa               |
| 1972 | Katherine MacLean                | The Missing Man                                             | Der verschwundene Mann                                                                    |
| 1971 | Fritz Leiber                     | Ill Met in Lankhmar                                         | Schicksalhafte Begegnung in Lankhmar auch: Verhängnis in Lankhmar und: Das Haus der Diebe |
| 1970 | Harlan Ellison                   | A Boy and His Dog                                           | Ein Junge und sein Hund auch: Sein bester Freund und: Des Menschen bester Freund          |
| 1969 | Anne McCaffrey                   | Dragonrider                                                 | eingearbeitet in den Roman Die Welt der Drachen                                           |
| 1968 | Michael Moorcock                 | Behold the Man                                              | Sehet – ein Mensch                                                                        |
| 1967 | Jack Vance                       | The Last Castle                                             | Die letzte Festung auch: Das letzte Kastell und: Die letzte Burg                          |
| 1966 | Brian W. Aldiss                  | The Saliva Tree                                             | Der Speichelbaum                                                                          |
| 1966 | Roger Zelazny                    | He Who Shapes                                               | Der Former                                                                                |

### Best Novelette (Beste Erzählung)
Die Kategorie beinhaltet Werke mit einer Länge von 7.500 bis 17.500 Wörtern.
| Jahr | Autor                          | Originaltitel                                                           | Deutscher Titel |
| ---- | ------------------------------ | ----------------------------------------------------------------------- | --- |
| 2024 | Naomi Kritzer                  | The Year Without Sunshine                                               | |
| 2023 | John Chu                       | If You Find Yourself Speaking to God, Address God with the Informal You | |
| 2022 | Oghenechovwe Donald Ekpeki     | O2 Arena                                                                | |
| 2021 | Sarah Pinsker                  | Two Truths and a Lie                                                    | |
| 2020 | Cat Rambo                      | Carpe Glitter                                                           | |
| 2019 | Brooke Bolander                | The Only Harmless Great Thing                                           | |
| 2018 | Kelly Robson                   | A Human Stain                                                           | |
| 2017 | William Ledbetter              | The Long Fall Up                                                        | |
| 2016 | Sarah Pinsker                  | Our Lady of the Open Road                                               | |
| 2015 | Alaya Dawn Johnson             | A Guide to the Fruits of Hawai’i                                        | |
| 2014 | Aliette de Bodard              | The Waiting Stars                                                       | |
| 2013 | Andy Duncan                    | Close Encounters                                                        | |
| 2012 | Geoff Ryman                    | What We Found                                                           | |
| 2011 | Eric James Stone               | That Leviathan, Whom Thou Hast Made                                     | |
| 2010 | Eugie Foster                   | Sinner, Baker, Fabulist, Priest; Red Mask, Black Mask, Gentleman, Beast | |
| 2009 | John Kessel                    | Pride and Prometheus                                                    | |
| 2008 | Ted Chiang                     | The Merchant and the Alchemist’s Gate                                   | Der Kaufmann am Portal des Alchemisten |
| 2007 | Peter S. Beagle                | Two Hearts                                                              | Zwei Herzen |
| 2006 | Kelly Link                     | The Faery Handbag                                                       | Die Elbenhandtasche |
| 2005 | Ellen Klages                   | Basement Magic                                                          | |
| 2004 | Jeffrey Ford                   | The Empire of Ice Cream                                                 | |
| 2003 | Ted Chiang                     | Hell is the Absence of God                                              | Die Hölle ist die Abwesenheit Gottes |
| 2002 | Kelly Link                     | Louise's Ghost                                                          | |
| 2001 | Walter Jon Williams            | Daddy’s World                                                           | |
| 2000 | Mary A. Turzillo               | Mars Is No Place for Children                                           | |
| 1999 | Jane Yolen                     | Lost Girls                                                              | |
| 1998 | Nancy Kress                    | The Flowers of Aulit Prison                                             | |
| 1997 | Bruce Holland Rogers           | Lifeboat on a Burning Sea                                               | Rettungsboot auf brennender See |
| 1996 | Ursula K. Le Guin              | Solitude                                                                | |
| 1995 | David Gerrold                  | The Martian Child                                                       | |
| 1994 | Charles Sheffield              | Georgia on My Mind                                                      | Die Rechenmaschine von South Georgia |
| 1993 | Pamela Sargent                 | Danny Goes to Mars                                                      | Danny fliegt zum Mars |
| 1992 | Mike Conner                    | Guide Dog                                                               | Blindenhund |
| 1991 | Ted Chiang                     | Tower of Babylon                                                        | Der Turmbau zu Babel |
| 1990 | Connie Willis                  | At the Rialto                                                           | |
| 1989 | George Alec Effinger           | Schrödinger’s Kitten                                                    | Schrödingers Katze |
| 1988 | Pat Murphy                     | Rachel in Love                                                          | Rachel verliebt sich auch: Rachel ist verliebt |
| 1987 | Kate Wilhelm                   | The Girl Who Fell into the Sky                                          | Das Mädchen, das in den Himmel fiel |
| 1986 | George R. R. Martin            | Portraits of His Children                                               | Bilder seiner Kinder |
| 1985 | Octavia E. Butler              | Bloodchild                                                              | Blutsbrut auch: Blutsbande |
| 1984 | Greg Bear                      | Blood Music                                                             | Die Musik des Blutes auch: Musik des Blutes und: Blut-Musik |
| 1983 | Connie Willis                  | Fire Watch                                                              | Brandwache |
| 1982 | Michael Bishop                 | The Quickening                                                          | |
| 1981 | Howard Waldrop                 | The Ugly Chickens                                                       | Die häßlichen Hühnchen auch: Die häßlichen Hühner |
| 1980 | George R. R. Martin            | Sandkings                                                               | Sandkönige |
| 1979 | Charles L. Grant               | A Glow of Candles, a Unicorn’s Eye                                      | Der Schein von Kerzen, das Auge des Einhorns |
| 1978 | Raccoona Sheldon               | The Screwfly Solution                                                   | Die Goldfliegen-Lösung auch: Schmeißfliegen |
| 1977 | Isaac Asimov                   | The Bicentennial Man                                                    | Der Zweihundertjährige |
| 1976 | Tom Reamy                      | San Diego Lightfoot Sue                                                 | San Diego Lightfoot Sue |
| 1975 | Gordon Eklund, Gregory Benford | If the Stars Are Gods                                                   | Wenn die Sterne Götter wären |
| 1974 | Vonda N. McIntyre              | Of Mist, and Grass, and Sand                                            | Dunst und Gras und Sand auch: Von Nebel, Gras und Sand und: Die Schlange                                                                                                  |
| 1973 | Poul Anderson                  | Goat Song                                                               | Bocksgesang |
| 1972 | Poul Anderson                  | The Queen of Air and Darkness                                           | Die Königin der Luft und der Dunkelheit auch: Die Königin der Dämonen und: Herrin der Luft und der Dunkelheit                                                             |
| 1971 | Theodore Sturgeon              | Slow Sculpture                                                          | Die langsamste Skulptur der Welt auch: Langsames Wachstum, Der Bonsai-Mensch und Das Erwachen                                                                             |
| 1970 | Samuel R. Delany               | Time Considered as a Helix of Semi-Precious Stones                      | Zeit, angenommen als eine Helix von Halbedelsteinen auch: Die Zeit, als Spirale aus Halbedelsteinen betrachtet und: Zeit, betrachtet als eine Spirale von Halbedelsteinen |
| 1969 | Richard Wilson                 | Mother to the World                                                     | Es geht weiter, meine Herren auch: Mutter der Welt und: Eine Mutter für die Erde                                                                                          |
| 1968 | Fritz Leiber                   | Gonna Roll the Bones                                                    | Ich muss mal wieder würfeln |
| 1967 | Gordon R. Dickson              | Call Him Lord                                                           | Nenne ihn Herr auch: Sie nennen ihn Lord |
| 1966 | Roger Zelazny                  | The Doors of His Face, the Lamps of His Mouth                           | Die Türen seines Gesichts oder Das Biest |

### Best Short Story (Beste Kurzgeschichte)
Die Kategorie beinhaltet Werke bis zu einer Länge von 7.500 Wörtern.
| Jahr | Autor                                                 | Originaltitel                                                 | Deutscher Titel                                                       |
| ---- | ----------------------------------------------------- | ------------------------------------------------------------- | --------------------------------------------------------------------- |
| 2024 | R. S. A. Garcia                                       | Tantie Merle and the Farmhand 4200                            |                                                                       |
| 2023 | Samantha Mills                                        | Rabbit Test                                                   |                                                                       |
| 2022 | Sarah Pinsker                                         | Where Oaken Hearts Do Gather                                  |                                                                       |
| 2021 | John Wiswell                                          | Open House on Haunted Hill                                    |                                                                       |
| 2020 | A. T. Greenblatt                                      | Give the Family My Love                                       |                                                                       |
| 2019 | P. Djèlí Clark                                        | The Secret Lives of the Nine Negro Teeth of George Washington |                                                                       |
| 2018 | Rebecca Roanhorse                                     | Welcome to Your Authentic Indian Experience™                  |                                                                       |
| 2017 | Amal El-Mohtar                                        | Seasons of Glass and Iron                                     |                                                                       |
| 2016 | Alyssa Wong                                           | Hungry Daughters of Starving Mothers                          |                                                                       |
| 2015 | Ursula Vernon                                         | Jackalope Wives                                               |                                                                       |
| 2014 | Rachel Swirsky                                        | If You Were a Dinosaur, My Love                               |                                                                       |
| 2013 | Aliette de Bodard                                     | Immersion                                                     |                                                                       |
| 2012 | Ken Liu                                               | The Paper Menagerie                                           |                                                                       |
| 2011 | Harlan Ellison                                        | How Interesting: A Tiny Man                                   |                                                                       |
| 2011 | Kij Johnson                                           | Ponies                                                        |                                                                       |
| 2010 | Kij Johnson                                           | Spar                                                          |                                                                       |
| 2009 | Nina Kiriki Hoffman                                   | Trophy Wives                                                  |                                                                       |
| 2008 | Karen Joy Fowler                                      | Always                                                        |                                                                       |
| 2007 | Elizabeth Hand                                        | Echo                                                          |                                                                       |
| 2006 | Carol Emshwiller                                      | I Live With You                                               |                                                                       |
| 2005 | Eileen Gunn                                           | Coming to Terms                                               |                                                                       |
| 2004 | Karen Joy Fowler                                      | What I Didn't See                                             |                                                                       |
| 2003 | Carol Emshwiller                                      | Creature                                                      |                                                                       |
| 2002 | Severna Park                                          | The Cure for Everything                                       |                                                                       |
| 2001 | Terry Bisson                                          | macs                                                          |                                                                       |
| 2000 | Leslie What                                           | The Cost of Doing Business                                    |                                                                       |
| 1999 | Bruce Holland Rogers                                  | Thirteen Ways to Water                                        |                                                                       |
| 1998 | Jane Yolen                                            | Sister Emily's Lightship                                      |                                                                       |
| 1997 | Esther M. Friesner                                    | A Birthday                                                    |                                                                       |
| 1996 | Esther M. Friesner                                    | Death and the Librarian                                       | Der Tod und die Bibliothekarin                                        |
| 1995 | Martha Soukup                                         | A Defense of the Social Contracts                             |                                                                       |
| 1994 | Joe Haldeman                                          | Graves                                                        | Gräber                                                                |
| 1993 | Connie Willis                                         | Even the Queen                                                | Sogar die Königin                                                     |
| 1992 | Alan Brennert                                         | Ma Qui                                                        | Die verlorene Seele                                                   |
| 1991 | Terry Bisson                                          | Bears Discover Fire                                           | Die Bären entdecken das Feuer                                         |
| 1990 | Geoffrey A. Landis                                    | Ripples in the Dirac Sea                                      | Untiefen im Meer der Zeit auch: Wellen im Diracschen Meer             |
| 1989 | James Morrow                                          | Bible Stories for Adults, No. 17: The Deluge                  | Biblische Geschichten für Erwachsene Nr. 7: Die Sintflut              |
| 1988 | Kate Wilhelm                                          | Forever Yours, Anna                                           | In Liebe, Anna                                                        |
| 1987 | Greg Bear                                             | Tangents                                                      | Tangenten                                                             |
| 1986 | Nancy Kress                                           | Out of All Them Bright Stars                                  |                                                                       |
| 1985 | Gardner Dozois                                        | Morning Child                                                 | Morgenkind                                                            |
| 1984 | Gardner Dozois                                        | The Peacemaker                                                |                                                                       |
| 1983 | Connie Willis                                         | A Letter from the Clearys                                     | Ein Brief von den Clearys                                             |
| 1982 | Lisa Tuttle                                           | The Bone Flute                                                | Die Knochenflöte                                                      |
| 1981 | Clifford D. Simak                                     | Grotto of the Dancing Deer                                    | Grotte des tanzenden Wildes                                           |
| 1980 | Edward Bryant                                         | giANTS                                                        | Das New-Mexico-Projekt                                                |
| 1979 | Edward Bryant                                         | Stone                                                         | Die Schere zerbricht am Stein                                         |
| 1978 | Harlan Ellison                                        | Jeffty Is Five                                                | Jeffty ist fünf                                                       |
| 1977 | Charles L. Grant                                      | A Crowd of Shadows                                            | Tödliche Schatten                                                     |
| 1976 | Fritz Leiber                                          | Catch That Zeppelin!                                          | Versäum nicht den Zeppelin!                                           |
| 1975 | Ursula K. Le Guin                                     | The Day Before the Revolution                                 | Der Tag vor der Revolution                                            |
| 1974 | James Tiptree, Jr.                                    | Love Is the Plan the Plan Is Death                            | Liebe ist der Plan, der Plan ist Tod auch: Der Plan ist Liebe und Tod |
| 1973 | Joanna Russ                                           | When It Changed                                               | Als alles anders wurde auch: Veränderung                              |
| 1972 | Robert Silverberg                                     | Good News from the Vatican                                    | Gute Nachrichten aus dem Vatikan                                      |
| 1971 | keine der nominierten Storys wurde zum Sieger erklärt | keine der nominierten Storys wurde zum Sieger erklärt         | keine der nominierten Storys wurde zum Sieger erklärt                 |
| 1970 | Robert Silverberg                                     | Passengers                                                    | Die Passagiere auch: Passagiere                                       |
| 1969 | Kate Wilhelm                                          | The Planners                                                  | Die Planer                                                            |
| 1968 | Samuel R. Delany                                      | Aye, and Gomorrah…                                            | Und dann war da noch Gomorrah auch: Jawohl, und Gomorrah              |
| 1967 | Richard McKenna                                       | The Secret Place                                              | Das tiefe Land auch: Helens Märchenland                               |
| 1966 | Harlan Ellison                                        | ‚Repent, Harlequin!‘ Said the Ticktockman                     | ‚Bereue, Harlekin!‘ sagte der Tick-Tack-Mann                          |

### Ray Bradbury Award
Diese Kategorie gibt es offiziell erst seit 2000. Allerdings existiert bereits seit 1973 der Saturn Award als wichtiger Filmpreis im Genre Phantastik (Science Fiction, Horror und Fantasy). In den 1970er Jahren wurden aber dennoch bereits einige Filme auch mit Nebula Awards prämiert. Ausgezeichnet wurden 1974 Stanley R. Greenberg für das Drehbuch von … Jahr 2022 … die überleben wollen sowie 1975 Woody Allen für seinen Film Der Schläfer (beide unter der Rubrik Dramatic Presentation). 1977 gab es die Rubrik Dramatic Writing mit den Siegern Mel Brooks und Gene Wilder für den Film Frankenstein Junior. Krieg der Sterne bekam 1978 einen Special Award.
Von 2000 bis 2009 wurde ein Preis in der Kategorie Best Script (Bestes Drehbuch) bzw. Best Dramatic Presentation vergeben. Seit 2010 ist dieser als Ray Bradbury Award for Outstanding Dramatic Presentation nach dem Autor Ray Bradbury benannt.
| Jahr | Autor | Originaltitel                                     | Deutscher Titel                             |
| ---- | --- | ------------------------------------------------- | ------------------------------------------- |
| 2022 | Peter Cameron, Mackenzie Dohr, Laura Donney, Bobak Esfarjani, Megan McDonnell, Jac Schaeffer, Cameron Squires, Gretchen Enders, Chuck Hayward | WandaVision: Season 1                             | WandaVision: Staffel 1                      |
| 2021 | Michael Schur | The Good Place: “Whenever You’re Ready”           | The Good Place: „Whenever You’re Ready“     |
| 2020 | Neil Gaiman | Good Omens: “Hard Times”                          | Good Omens: „Hard Times“                    |
| 2019 | Phil Lord, Rodney Rothman | Spider-Man: Into the Spider-Verse                 | Spider-Man: A New Universe                  |
| 2018 | Jordan Peele | Get Out                                           | Get Out                                     |
| 2017 | Eric Heisserer, Denis Villeneuve | Arrival                                           | Arrival                                     |
| 2016 | George Miller, Brendan McCarthy, Nico Lathouris                                                                                               | Mad Max: Fury Road                                | Mad Max: Fury Road                          |
| 2015 | James Gunn, Nicole Perlman | Guardians of the Galaxy                           | Guardians of the Galaxy                     |
| 2014 | Alfonso Cuarón, Jonás Cuarón | Gravity                                           | Gravity                                     |
| 2013 | Benh Zeitlin, Lucy Abilar | Beasts of the Southern Wild                       | Beasts of the Southern Wild                 |
| 2012 | Neil Gaiman, Richard Clark | Doctor Who: The Doctor’s Wife                     | Doctor Who: Die Frau des Doktors            |
| 2011 | Christopher Nolan | Inception                                         | Inception                                   |
| 2010 | Neill Blomkamp, Terri Tatchell | District 9                                        | District 9                                  |
| 2009 | Andrew Stanton, Jim Reardon, Pete Docter | WALL-E                                            | WALL-E – Der Letzte räumt die Erde auf      |
| 2008 | Guillermo del Toro | Pan’s Labyrinth                                   | Pans Labyrinth                              |
| 2007 | Hayao Miyazaki, Cindy Davis Hewitt, Donald H. Hewitt                                                                                          | Howl’s Moving Castle                              | Das wandelnde Schloss                       |
| 2006 | Joss Whedon | Serenity                                          | Serenity – Flucht in neue Welten            |
| 2005 | Fran Walsh, Philippa Boyens, Peter Jackson | The Lord of the Rings: The Return of the King     | Der Herr der Ringe: Die Rückkehr des Königs |
| 2004 | Fran Walsh, Philippa Boyens, Stephen Sinclair, Peter Jackson                                                                                  | The Lord of the Rings: The Two Towers             | Der Herr der Ringe: Die zwei Türme          |
| 2003 | Fran Walsh, Philippa Boyens, Peter Jackson | The Lord of the Rings: The Fellowship of the Ring | Der Herr der Ringe: Die Gefährten           |
| 2002 | James Schamus, Kuo Jung Tsai, Hui-Ling Wang                                                                                                   | Crouching Tiger, Hidden Dragon                    | Tiger and Dragon                            |
| 2001 | David Howard, Robert Gordon | Galaxy Quest                                      | Galaxy Quest – Planlos durchs Weltall       |
| 2000 | M. Night Shyamalan | The Sixth Sense                                   | The Sixth Sense                             |

### Game Writing (Computerspiel-Drehbuch)
| Jahr | Autor                                                                                        | Originaltitel              | Deutscher Titel            |
| ---- | -------------------------------------------------------------------------------------------- | -------------------------- | -------------------------- |
| 2024 | Larian Studios                                                                               | Baldur’s Gate 3            | Baldur’s Gate 3            |
| 2023 | Hidetaka Miyazaki & George R. R. Martin                                                      | Elden Ring                 | Elden Ring                 |
| 2022 | April Kit Walsh, Dominique Dickey, Jonaya Kemper, Alexis Sara, Rae Nedjadi, Whitney Delaglio | Thirsty Sword Lesbians     |                            |
| 2021 | Greg Kasavin                                                                                 | Hades                      | Hades                      |
| 2020 | Leonard Boyarsky, Megan Starks, Kate Dollarhyde, Chris L’Etoile                              | The Outer Worlds           | The Outer Worlds           |
| 2019 | Charlie Brooker                                                                              | Black Mirror: Bandersnatch | Black Mirror: Bandersnatch |

## Sammlungen
Die mit dem Nebula Award ausgezeichneten Kurzgeschichten und Erzählungen wurden und werden auch gesondert in einer eigenen Buchreihe veröffentlicht. Die Sammlungen der Jahrgänge 1965–1975 wurden, ganz oder in Teilen, auch auf Deutsch veröffentlicht; die Jahrgänge der 60er Jahre im Lichtenberg Verlag und dem Heyne Verlag, diejenigen der 70er Jahre im Moewig Verlag.
Die 1981 und 1982 erschienenen deutschen Äquivalenzveröffentlichungen in der Reihe Playboy Science Fiction bei Moewig waren zwar direkte Entsprechungen der einzelnen US-Bände, erschienen allerdings in anderer Reihenfolge als diese.

### Englisch & Deutsch (1965–1975)
| US-Erscheinungs- datum | US-Titel                                                     | Deutsche Äquivalenz- veröffentlichungen |
| ---------------------- | ------------------------------------------------------------ | --- |
| 1966                   | Nebula Award Stories 1965 (auch als: Nebula Award Stories 1) | Teil 1: - Computer streiten nicht (Lichtenberg 1970, Heyne 1973) Teil 2: - Der Gigant (Lichtenberg 1971) - Panne in der Hölle (Heyne 1973; leicht gekürzt) |
| 1967                   | Nebula Award Stories Two                                     | Der Tag Milion (Lichtenberg 1971, Heyne 1974) |
| 1968                   | Nebula Award Stories 3                                       | Eispiloten (Lichtenberg 1971) |
| 1969                   | Nebula Award Stories 4                                       | (keine direkte deutsche Entsprechung) |
| 1970                   | Nebula Award Stories 5                                       | Ein Junge und sein Hund und andere »Nebula«-Preis-Stories (Nebula 2) (Moewig/Playboy Science Fiction 1981)                                                 |
| 1971                   | Nebula Award Stories 6                                       | Der Bonsai-Mensch und andere »Nebula«-Preis-Stories (Nebula 3) (Moewig/Playboy Science Fiction 1982)                                                       |
| 1972                   | Nebula Award Stories 7                                       | Gute Nachrichten aus dem Vatikan und andere »Nebula«-Preis-Stories (Nebula 1) (Moewig/Playboy Science Fiction 1981)                                        |
| 1973                   | Nebula Award Stories 8                                       | Das Treffen mit Medusa und andere »Nebula«-Preis-Stories (Nebula 4) (Moewig/Playboy Science Fiction 1982)                                                  |
| 1974                   | Nebula Award Stories 9                                       | Der Plan ist Liebe und Tod und andere »Nebula«-Preis-Stories (Nebula 5) (Moewig/Playboy Science Fiction 1982)                                              |
| 1975                   | Nebula Award Stories 10                                      | Der Tag vor der Revolution und andere »Nebula«-Preis-Stories (Nebula 6) (Moewig/Playboy Science Fiction 1982)                                              |

Darüber hinaus veröffentlichte der Kindler Verlag im Jahre 1972 eine eigene Auswahl der US-Sammelbände 2 und 4 unter dem Titel Steigen Sie um auf Science Fiction.